# 科尼亚 (汝拉省)
科尼亚（法語：Cogna，法語發音：[kɔɲa]）是法国汝拉省的一个市镇，位于该省中南部，属于隆斯勒索涅区。

## 地理
科尼亚（46°34'51"N, 5°45'28"E）面积6.6 平方千米，位于法国勃艮第-弗朗什-孔泰大區汝拉省，该省份为法国东部内陆省份，北起上索恩省，西北接科多尔省，西临索恩-卢瓦尔省，南至安省，东与杜省和瑞士接壤。
与科尼亚接壤的市镇（或旧市镇、城区）包括：圣莫里斯-克里亚、邦略、克莱尔沃莱拉克、拉弗拉内、于克塞勒、韦尔唐博。

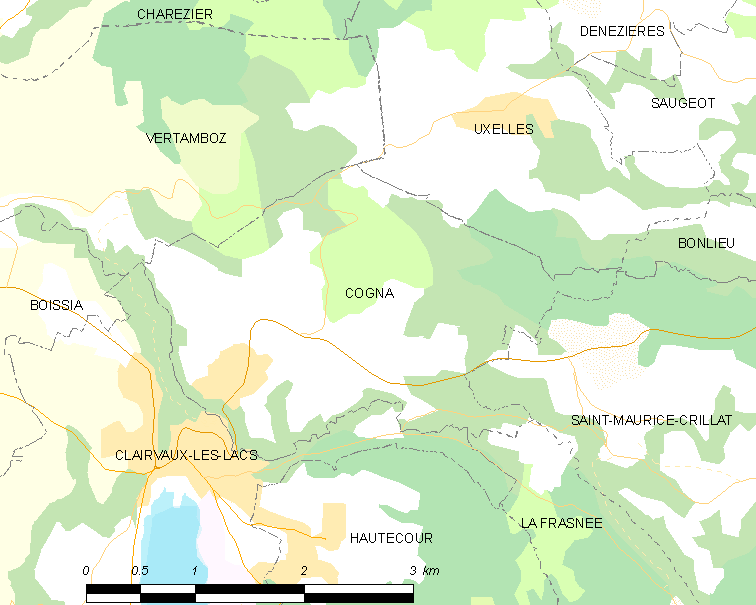
的OSM定位图

科尼亚的时区为UTC+01:00、UTC+02:00（夏令时）。

## 行政
科尼亚的邮政编码为39130，INSEE市镇编码为39156。

## 政治
科尼亚所属的省级选区为圣洛朗昂格朗沃县。

## 人口

1962-2008年间人口变化图示

科尼亚于2022年1月1日时的人口数量为235人。